# 25102 Чжаоє
25102 Чжаоє (25102 Zhaoye) — астероїд головного поясу, відкритий 14 вересня 1998 року.
Тіссеранів параметр щодо Юпітера — 3,372.